# Eddy Paape
Vous lisez un « bon article » labellisé en 2013.
Ne doit pas être confondu avec Édouard Pape.
Eddy Paape, de son véritable nom Édouard Paape, né le 3 juillet 1920 à Grivegnée (province de Liège) et mort le 12 mai 2012 à Bruxelles (région de Bruxelles-Capitale), est un dessinateur belge francophone de bande dessinée, principalement connu pour les séries Jean Valhardi, Marc Dacier et Luc Orient.
Après des études à l'Institut Saint-Luc, il commence sa carrière artistique au studio de dessin animé, la Compagnie belge d'actualités. Après la fermeture du studio, il rejoint, en 1947 en compagnie d'André Franquin, Morris et Will, l'équipe de Jijé qui va les initier à la bande dessinée. Le départ de son maître aux États-Unis lui permet de récupérer le dessin de la série Jean Valhardi que Jijé assurait jusque-là dans le journal Spirou. Dans ce même journal, il dessine le premier récit des Belles Histoires de l'Oncle Paul suivi de nombreux autres, et les pages de jeux, avant de pouvoir dessiner à partir de 1958 sa propre série, Marc Dacier. Après une brouille avec son éditeur Dupuis dans les années 1960, il rejoint le journal Tintin où il anime notamment la série de science-fiction Luc Orient, mais aussi d'autres séries plus courtes comme Tommy Banco ou Udolfo. Après l'arrêt de Luc Orient en 1984, il dessine des séries qui se limiteront à un ou trois albums comme Carol Détective, Les Jardins de la peur ou Johnny Congo.

## Biographie

### Début artistique

#### Jeunesse et formation
Eddy Paape naît le 3 juillet 1920 dans la ville belge de Grivegnée près de Liège d'un père militaire de carrière prénommé Adolphe et d'une mère employée dans un magasin. En 1925, la famille change de vie et déménage à Forest une commune bruxelloise pour reprendre une blanchisserie. C'est à cette époque qu'Édouard développe sa passion pour le dessin et que, plus tard, il souhaite dessiner et construire des ponts. Très jeune, il est repéré par une troupe pour participer à des spectacles publicitaires pour enfants financés par les confiseurs Lamy Lutti. Il y interprète le clown Nono et est le plus jeune participant du spectacle. Si les représentations ont lieu le jeudi après-midi, les répétitions se déroulent le mardi et le mercredi, dans l'ensemble de la Belgique. En 1941, il abandonne les planches pour gagner sa vie.
Toujours décidé à consacrer sa vie aux ponts, il intègre l'école centrale des arts et métiers, mais le dessin industriel l'ennuie rapidement. En 1935, il entre à l'Institut Saint-Luc de Bruxelles pour y apprendre les arts techniques. À la fin des études, tous les étudiants doivent réaliser une « œuvre » pour l'examen final. Édouard produit une descente de croix de six mètres sur trois, mais c'est à cette période qu'il réalise qu'au-delà de la peinture, ce qu'il apprécie d'abord ce sont les dessins préparatoires, plus que la recherche ou l'équilibre des couleurs. Au cours de sa formation à l'Institut Saint-Luc, il assiste à des cours d'un nouveau genre, le dessin animé.

#### Début dans l'animation
En 1940, il fuit la Belgique pour la France au gré de l'avancée de la Wehrmacht. Une fois l'armistice signé, il revient à vélo à Bruxelles pour intégrer la Compagnie belge d'actualités, nouvellement créée par Paul Nagant que le jeune Édouard Paape avait rencontré à l'Institut Saint-Luc lorsque celui-ci cherchait de jeunes artistes pour l'aider dans ses projets. En compagnie de Jacques Eggermont, lui aussi ancien de Saint-Luc, il signe sous le pseudonyme commun de Jackeddy deux courts métrages d'animation intitulés Zazou chez les Nègres et Le Chat de la Mère Michel. Un dessin animé coûtant très cher à réaliser, C.B.A. a rapidement des problèmes financiers, de surcroit un incendie en 1943 détruit les studios. Eddy Paape est blessé durant ce sinistre. Durant son séjour à l'hôpital, il tombe amoureux de l'infirmière qui le soigne, Laurette Beer, qui deviendra sa femme.
Paul Nagant et C.B.A. quittent Liège pour installer les nouveaux studios à Etterbeek une commune bruxelloise. De nouveaux animateurs sont engagés, André Franquin, Maurice de Bevere qui signera bientôt sous le pseudonyme de Morris et Pierre Culliford qui deviendra plus tard Peyo. Pour les autres animateurs, Eddy Paape est un peu considéré comme le chef du studio sans qui C.B.A. aurait eu du mal à connaître le succès et l'ambiance au studio est au beau fixe malgré la guerre. À la libération, le Plan Marshall finit de ruiner le studio belge. En effet, une clause donne la préférence aux films américains au détriment des productions nationales. Ne trouvant plus de marché pour ses films d'animation, ni en Belgique, ni en France, Paul Nagant ferme C.B.A. en 1946. Eddy Paape et ses collègues se retrouvent alors sans travail.

### La périodeSpirou

#### Entrée àSpirou
Sans emploi après la fermeture des studios de la Compagnie belge d'actualités, Eddy Paape enchaîne les petits emplois pour faire vivre sa famille. Des travaux toujours dans le domaine artistique comme la réalisation de dessins pour abat-jour ou des peintures sur poupées. Les contacts qu'il a gardés avec André Franquin et Morris, eux aussi anciens de chez C.B.A., lui permettent de faire la connaissance de Jijé. Ce dernier a été l'homme à tout faire du journal Spirou durant la guerre et produisait presque l'intégralité des dessins de l'hebdomadaire. Eddy Paape parvient donc avec ses anciens collègues de C.B.A. à intégrer les éditions Dupuis.
Eddy Paape commence sa carrière dans la bande dessinée en dessinant les illustrations des rubriques et des romans du journal Bonnes Soirées, publication de Dupuis. Jijé, qui l'a intégré dans son studio en compagnie d'André Franquin, Morris et Will, lui confie le soin de redessiner son histoire Emmanuel. Par la suite, Jijé quitte l'Europe, pour l'Amérique, par peur de la menace atomique qui pèse sur le vieux continent. Avant son départ, il distribue à ses protégés les séries qu'il anime dans Spirou. Eddy Paape hérite de la série Les Aventures de Jean Valhardi, qui raconte les aventures d'un agent d'assurance autour du monde et publié depuis 1941 dans les pages de l'hebdomadaire. Le Jean Valhardi d'Eddy Paape fait ses débuts dans le no 429 du journal Spirou daté du 4 juillet 1946, l'histoire s'intitule Valhardi et les Rubens et est dessinée dans un style proche de celui de son ami Victor Hubinon à qui il donne des coups de main lorsque celui-ci est en retard dans sa série Les Aventures de Buck Danny. Le scénario, est lui, assuré par Jean Doisy qui occupe le poste de rédacteur en chef du journal. Eddy Paape enchaîne ensuite avec l'histoire Sur le rail parue dans l'Almanach 47 du journal Spirou. Pour son ami Victor Hubinon, il s'improvise scénariste pour la série humoristique Fifi publiée dans La Libre junior. Il illustre aussi les textes d' Histoires vécues publiées chaque jour sous forme de quatre dessins racontant des grandes destinées historiques.

#### Valhardi et l'animation de Spirou
À partir de l'histoire Le Roc du diable publiée en 1949 du no 575 au no 600 de Spirou. Jean Doisy arrête le scénario de la série qui est récupéré par Yvan Delporte, alors homme à tout faire de la rédaction de l'hebdomadaire. Eddy Paape collabore toutefois toujours avec Jean Doisy puisque celui-ci écrit des courts romans dans la collection « Les Grands Récits de Spirou » et Eddy Paape en illustre environ vingt-cinq numéros. En 1951, la série Jean Valhardi décline et Jean-Michel Charlier en récupère le scénario à partir de l'histoire Le Château maudit publiée du no 704 au no 745. Il parvient à relancer l'intérêt pour la série en supprimant Jacquot, le compagnon d'aventure de Jean Valhardi, pour le remplacer par le photographe Arsène. Le duo marche à merveille et les histoires suivantes Le Rayon super-gamma et La Machine à conquérir le monde sont considérées comme des chefs-d'œuvre du neuvième art.
En dehors de son travail sur la série Jean Valhardi, Eddy Paape s'investit dans l'animation du journal. Il crée les personnages Geai et Mowgli qui vont animer pendant plusieurs années la rubrique Le Coin des dégourdis, la page jeux de Spirou. Il illustre aussi Le Coin des petits curieux, la rubrique sur l'insolite et le courrier des lecteurs intitulé Questionnez, le fureteur vous répondra. Cela lui prend tellement de temps qu'il est obligé de s'installer à Marcinelle près de la rédaction du journal. Dans le même temps est créé Oncle Paul, une série qu'Eddy Paape va illustrer à de très nombreuses reprises.

#### À la World Press
En 1951, Eddy Paape est engagé par Georges Troisfontaines pour rejoindre l'équipe de la World Press qui fournit alors des bandes dessinées notamment pour Dupuis. Il retrouve ainsi le travail d'équipe dans un studio où il fréquente des dessinateurs comme Albert Uderzo, Victor Hubinon, Jean Graton, Dino Attanasio ou encore Albert Weinberg. La World Press étant obligée de fournir les planches à l'heure aux éditions Dupuis, sous peine de compensation financière, les auteurs s'aident entre eux, une planche pouvant être dessinée par plusieurs auteurs, qui ne signent pas. À la World Press, Eddy Paape fait le lien entre Dupuis et Georges Troisfontaines. C'est ainsi qu'à chaque fois qu'un auteur veut se présenter chez Dupuis, il est chargé de l'emmener voir Georges Troisfontaines. Dans le même temps, sous le pseudonyme de Mil Patt, Eddy Paape va collaborer à plusieurs reprises à La Libre junior. En compagnie de René Goscinny, il est chargé par Georges Troisfontaines d'installer un journal lumineux en couleur (le premier de Belgique) qui diffuse des informations en continu. Il s'occupe de la préparation du système de défilement du texte qui se passe au-dessus de produits chimiques, son compère étant chargé de lui essuyer les yeux qui pleurent à cause des vapeurs chimiques.
Le 24 novembre 1955, la World Press et Dupuis lancent Risque-Tout, un journal qui vise un lectorat plus âgé que Spirou. Au sommaire de cet hebdomadaire, des séries publiées dans Spirou, mais aussi de nouvelles séries par les auteurs de Spirou, toutes sous forme d'histoires complètes. Eddy Paape est présent au générique avec une nouvelle série intitulée André Lefort scénarisée par Jean-Michel Charlier, car dans le même temps Jijé est revenu des États-Unis et a repris sa série Jean Valhardi. Cette dernière appartient aux éditions Dupuis qui l'attribue à l'auteur qu'elle souhaite, Eddy Paape est donc jusqu'à André Lefort sans série à animer. Elle va connaître, deux histoires intitulées Le Dollar déchiré et L'Énigme du diadème d'or, mais elle ne survivra pas à la suppression de Risque-Tout en novembre 1956. Dans le même temps, Jean-Michel Charlier qui lui fournit des scénarios au sein de la World Press, est licencié avec René Goscinny pour avoir tenté de monter un syndicat des auteurs de bande dessinée. Ils décident alors de fonder une agence concurrente à la World Press appelée EdiPresse et lancent un journal titré Pistolin. Eddy Paape y signe sous le pseudonyme de Jo Legay de courtes histoires historiques proches de l'Oncle Paul. L'existence de Pistolin sera brève et ne dure que de février à novembre 1959.

#### Une nouvelle série: Marc Dacier
En 1958, Eddy Paape et Jean-Michel Charlier créent la série Marc Dacier, qui raconte les aventures d'un reporter voyageant autour du monde. Ce personnage d'aventurier est inspiré d'Alain de Prelle, reporter du Moustique, qui partit pour un périple autour du monde avec un simple billet de 1 000 francs belges ; du héros des Cinq Sous de Lavarède, roman de Paul d'Ivoi, et de l'exposition universelle de 1958 à Bruxelles. La première histoire, Aventures autour du monde, est publiée pour la première fois du no 1059 au no 1081 du journal Spirou. En cette période d'exposition universelle, Eddy Paape est chargé par le rédacteur en chef de Spirou, Yvan Delporte, de réaliser un drôle de travail. Pour le numéro spécial expo de l'hebdomadaire, il souhaite fournir aux lecteurs une vue panoramique du haut de l'atomium, nouvellement créé. Eddy Paape s'occupe de ce travail avec le photographe Alain Massin à cent dix mètres d'altitude, un travail qui prend cinq jours et oblige le dessinateur à reconstituer les perspectives et les volumes. Cette vue sur l'exposition de 1958 inspira plus tard Yann Arthus-Bertrand pour ses photographies « vu du ciel ». Entre 1958 et 1959, Eddy Paape dessine, sur scénario d'Octave Joly, une biographie de Winston Churchill dont le style graphique change par rapport à l'école de Marcinelle.
Marc Dacier va vivre treize aventures qui vont le voir évoluer dans le temps, d'un jeune reporter à la star de son journal nommé L'Éclair. Avec Marc Dacier, Eddy Paape dessine sa première propre longue série et adopte un style nerveux et efficace, alors que le scénariste Jean-Michel Charlier découpe les planches et le rythme tel une scène du cinéma. Malheureusement, le public n'accroche pas complètement à la série et les albums se vendent très peu, au point qu'il n'en sortira originellement que six sur les treize histoires.

#### La fin chez Dupuis
Dans les années 1950 et 1960, les auteurs de bande dessinée sont fidèles à leurs éditeurs qui agissent avec eux de manière très paternaliste. Les éditeurs s'entendent pour ne pas débaucher un auteur de la concurrence et le cas de dessinateur ou scénariste passant chez un autre éditeur est très rare. Lié à Dupuis, Eddy Paape s'éloigne de plus en plus de son éditeur à partir de 1966. Plusieurs raisons expliquent cette rupture. Tout d'abord, Eddy Paape travaille avec Jean-Michel Charlier, qui en créant le journal Pilote est devenu un concurrent frontal de Dupuis et Spirou, de plus son éditeur ne fait aucune promotion autour de ses albums de Marc Dacier et refuse de publier dans le format album son récit sur Winston Churchill, enfin, et surtout, le courant n'est jamais réellement passé entre Eddy Paape et Charles Dupuis. Ce dernier souhaitait au départ qu'Eddy Paape adopte un style graphique proche de celui de Jijé, mais Eddy Paape revendique une certaine liberté créative par rapport à l'école de Marcinelle, le style graphique de Spirou. Eddy Paape fait ainsi partie de ces auteurs qui ne seront jamais invités chez la famille Dupuis dans des dîners ou en vacances. Ce manque de reconnaissance par la famille Dupuis décourage Eddy Paape qui pense sérieusement abandonner la bande dessinée pour ouvrir un restaurant avec son plus jeune fils.

### La périodeTintin

#### Début chezTintin
Eddy Paape est sans éditeur depuis sa brouille avec Dupuis, il multiplie les petites collaborations sans enthousiasme. Il va taper à la porte du journal Tintin, grand concurrent de Spirou, où le rédacteur en chef, Marcel Dehaye, lui confie des histoires courtes historiques sur scénario d'Yves Duval, mais Eddy Paape déjà habitué à ce genre de récit avec les dizaines d'Oncle Paul qu'il a animé, ne s'amuse pas sur ce travail qu'il réalise seulement avec professionnalisme mais sans joie.
Le 1er novembre 1966, Greg devient rédacteur en chef de Tintin. Il souhaite réformer un journal dont l'esprit moraliste plaît de moins en moins aux jeunes plus attirés par l'esprit potache de Spirou et Pilote. Il souhaite lancer de nouveaux personnages dans des styles différents (aventure, fantaisie, science-fiction, etc.) Pour animer la nouvelle série de science-fiction il pense tout de suite à Eddy Paape qu'il connaît pour l'avoir croisé à plusieurs reprises à Dupuis, la World Press ou encore dans les pages de La Libre Belgique et dont il apprécie le travail sur les séries Jean Valhardi et Marc Dacier. La science-fiction n'est pas à cette époque un sujet traité en bande dessinée, ni Pilote, ni Spirou et encore moins Tintin n'ont une série de science-fiction dans leurs pages. Le projet que lui confie Greg l'enthousiasme beaucoup et en janvier 1967 dans le no 3/67 est lancée la série intitulée Luc Orient.

#### Luc Orient et l'enseignement
Luc Orient commence sa carrière en luttant contre des extraterrestres dans un premier cycle de cinq albums. Les auteurs, Greg au scénario et Eddy Paape au dessin, souhaitent que la série soit une histoire réaliste avec de la science-fiction en fond. La série est publiée jusqu'en 1984, malgré le départ de Greg de la rédaction de Tintin en 1974. Une nouvelle formule de Tintin en 1970, permet à Eddy Paape de dessiner une nouvelle série intitulée Tommy Banco toujours sur scénario de Greg. Puis en 1978, c'est André-Paul Duchâteau, le nouveau rédacteur en chef de Tintin, qui lui propose une nouvelle série titrée Udolfo. Déjà en 1971, ce même duo avait travaillé sur une série nommée Yorik des tempêtes qui vivra le temps d'une aventure complète dans Tintin et quelques histoires courtes dans Tintin Sélection. Cette série d'aventure, avec comme toile de fond le grand large, faisait envie à Eddy Paape depuis qu'il avait aidé Victor Hubinon sur la série Barbe-Rouge.
En plus de son travail à Tintin, Eddy Paape est depuis 1969, professeur de bande dessinée à l'Institut Saint-Luc de Bruxelles. Il devient ainsi un des tout premiers professeurs de bande dessinée au monde. C'est Hergé et André Franquin qui soufflent le nom d'Eddy Paape pour s'occuper de l'enseignement de la bande dessinée dans cette école d'arts qu'il avait fréquentée dans sa jeunesse. Eddy Paape avait l'habitude de recevoir de jeunes auteurs pour leur prodiguer des conseils et il est alors intéressé par le fait que la section bande dessinée, qui vient d'ouvrir, doit être entièrement construite. Parmi les élèves d'Eddy Paape, Philippe Berthet, Dugomier, Godi ou encore Plantu. Il enseigne à Saint-Luc jusqu'en 1976 avant de poursuivre à l'Académie des beaux-arts de Saint-Gilles jusqu'en 1985. Philippe Wurm, Marc Lumer, Olivier Grenson, François Schuiten, Andreas, Antonio Cossu et on peut encore citer Daniel Desorgher, Baudouin Deville, Pierre Legein, Mauricet, Bernard Swysen.
Luc Orient est publiée régulièrement dans Tintin, mais aussi dans les suppléments comme Tintin Sélection, jusque dans les années 1980. Greg va avoir de plus en plus de mal à fournir des scénarios à Eddy Paape, d'abord parce que son passage au poste de rédacteur en chef de Tintin jusqu'en 1974 lui a laissé beaucoup d'ennemis, puis dans les années 1980 il essaye de faire connaître la bande dessinée franco-belge aux États-Unis. De plus, sa propre série Achille Talon est devenue une vedette du journal Pilote. Ces raisons font que la série décline jusqu'à son arrêt définitif en 1984. Pour les mêmes raisons la série Tommy Banco, scénarisée aussi par Greg, sera un échec.

### Fin de carrière et divers projets
En 1988, il dessine Les Jardins de la peur avec l'aide de Jean-Claude Sohier sur scénario de Jean Dufaux. Cette série fantastique sort directement en album aux éditions Dargaud, puis aux Humanoïdes Associés, le temps n'était plus aux parutions sous forme de feuilleton dans les journaux. L'hebdomadaire Tintin, disparaît le 29 novembre 1988, les éditions du Lombard vont tenter de relancer un périodique de bande dessinée avec le titre Hello Bédé. Eddy Paape est de l'aventure et y publie la série Carol détective à partir de 1990 avec André-Paul Duchâteau.
Dans les années 1990, les petits éditeurs deviennent le refuge des anciens auteurs de bande dessinée souvent oubliés par l'industrie du neuvième art. C'est dans ce contexte que paraît la série Johnny Congo aux éditions Claude Lefrancq, un ancien disquaire reconverti dans l'édition pour faire survivre la série Blake et Mortimer, elle permet aussi de reformer le duo Eddy Paape et Greg. En 1995, sort le film Les Misérables de Claude Lelouch. Ce dernier fréquente la librairie de Michel Deligne, fondateur des éditions du même nom, c'est ainsi que naît l'idée de cet album sorti en même temps que le film et dessiné par Eddy Paape. Cet album est un gros investissement et pour alléger le coût, il est décidé de le faire prépublier dans un journal. Après un premier rejet du journal Spirou, il fut accepté par Télémoustique, mais un changement de direction ne permit finalement pas la publication dans les pages du magazine. Prévu au départ en plusieurs volumes, cet échec ne permit pas la publication des autres albums prévus. Toujours dans les années 1990, une reprise de la série Marc Dacier a été pensée avec Patrick Cothias au scénario, mais le projet ne vit jamais le jour.
Sa dernière œuvre s'intitule Porte-Bonheur et sort en 2001 aux éditions Salleck. Eddy Paape signe le scénario sous le nom de son épouse, Laurette Beer. Eddy Paape arrête alors de dessiner pour prendre sa retraite, il se rend encore à des séances de dédicaces et des salons entre la France, la Belgique et les Pays-Bas. C'est à cette période que de petites maisons d'édition publient sous forme d'albums ses histoires encore inédites dans ce format. Il meurt le 12 mai 2012 à Bruxelles,.

## Œuvre

### Albums

#### Historique des publications en albums
Les premiers albums d'Eddy Paape sortent en 1953, il s'agit d'un album des Histoires vraies de l'Oncle Paul titré Comment naquit la Marseillaise et Le Château maudit de la série Aventures de Jean Valhardi, tous deux sur scénarios de Jean-Michel Charlier. De cette dernière série, Eddy Paape publie deux autres albums Le Rayon super-gamma en 1954 et La Machine à conquérir le monde en 1956. À partir de 1960, la série Marc Dacier commence sa parution aux éditions Dupuis toujours sur scénario de Jean-Michel Charlier. Le premier album est intitulé Aventures autour du monde, suivi de À la poursuite du soleil ! et Au-delà du Pacifique en 1961, Les Secrets de la mer de corail et Le péril guette sous la mer en 1962 et Les Sept Cités de Cibola en 1963. Les éditions Michel Deligne reprennent la suite de la série en publiant sous forme d'album des histoires publiées originellement dans Spirou et inédit sous ce format. En 1975 sort La Main noire, L'Abominable Homme des Andes et L'Empire du soleil, puis Les Négriers du ciel, Chasse à l'homme, L'Or du « Vent d'est » et Le Train fantôme l'année suivante.
La série Luc Orient commence sa publication en album en 1969 aux éditions Le Lombard sur scénario de Greg. Le premier album s'intitule Les Dragons de feu, le rythme de parution va être d'un par an. Le deuxième a pour titre Les Soleils de glace en 1970, le troisième Le Maître de Terango en 1971, le quatrième La Planète de l'angoisse en 1972, le cinquième La Forêt d'acier en 1973, le septième et huitième en 1974 intitulée respectivement Le Secret des sept lumières et Le Cratère aux sortilèges. Les albums La Légion des anges maudits et Vingt-quatre Heures pour la planète Terre sortent en 1975, Le Sixième Continent et La Vallée des eaux troubles en 1976, La Porte de cristal en 1977, L'Enclume de la foudre en 1978, Le Rivage de la fureur en 1981, Roubak - Ultime espoir en 1984, Caragal en 1985, Les Spores de nulle part en 1990 qui recueille quatre histoires courtes, Rendez-vous à 20h en enfer… en 1994.
En 1973, commence la publication en album de la série Tommy Banco avec les albums Dix ans d'ombre, Territoire Zéro et Tir sans sommation, les deux derniers sont publiés respectivement en 1974 chez Le Lombard et 1979 chez Bédéscope. Les deux albums de la série Yorik sont publiés en 1975 chez Dargaud et en 1980 chez Jonas, ils sont intitulés respectivement Yorik des Tempêtes et Les Naufrageurs. En 1978, sont publiés des histoires des années 1950 inédites en album, La Vie prodigieuse de Winston Churchill en deux albums intitulés Le Jeune Lion et V comme Victoire aux éditions Michel Deligne, ainsi que la série André Lefort avec un album titré L'Énigme du diadème d'or aux éditions Bédéscope. Le seul album d'Udolfo, intitulé La Montre aux sept rubis scénarisé par André-Paul Duchâteau, sort en 1980 chez Jonas.
Les trois albums de la série Les Jardins de la peur intitulés Le Caveau Hardwood, Le Retour de Lady Mongo et Les Cauchemars de Nils Fallon sont publiés respectivement en 1988, 1989 et 1991 aux éditions Dargaud pour les deux premiers et Les Humanoïdes associés pour le troisième. Ils sont scénarisés par Jean Dufaux et Jean-Claude Sohier aide pour produire les dessins. La Rivière écarlate et La Flèche des ténèbres, les deux albums de Johnny Congo sont publiés en 1992 et 1993 aux éditions Claude Lefrancq, ils sont scénarisés par Greg. La série Carol détective commence sa publication en 1991 avec un album intitulé Les Hallucinés aux éditions Le Lombard, puis un deuxième album Mission Atlantide en 2001 aux éditions Loup, les deux sont écrits par André-Paul Duchâteau. En 1995, sort un album adapté du film Les Misérables scénarisé par Michel Deligne. Les éditions Salleck publications, publient en 2002 un petit album intitulé Le Porte bonheur. En 2006 et 2007, les éditions Jd publient deux albums de Pathos de Sétungac scénarisé par Victor Hubinon qui ont pour titre Au service du Roy pour le premier et Derniers services au Roy pour le second. Toujours en 2006 sort un album publicitaire Val - Capitaine de l'espace, scénarisé par Yves Duval, pour la société Val Fruit.

#### Première édition de la série régulière

##### Les Aventures de Jean Valhardi
- 3. Le Château maudit, Dupuis, Marcinelle, 1953
Scénario : Jean-Michel Charlier - Dessin : Eddy Paape
- 4. Le Rayon Super-Gamma, Dupuis, 1954
Scénario : Jean-Michel Charlier - Dessin : Eddy Paape
- 5. La Machine à conquérir le Monde, Dupuis, Marcinelle, 1956
Scénario : Jean-Michel Charlier - Dessin : Eddy Paape

##### Oncle Paul
- 2. Comment naquit la Marseillaise, Dupuis, Marcinelle, 1953
Scénario : Jean-Michel Charlier - Dessin : Eddy Paape - Couleurs : quadrichromie
- 3. Cap plein sud, Dupuis, Marcinelle, 1953
Scénario : Octave Joly - Dessin : Eddy Paape - Couleurs : quadrichromie
- 5. Le Mystère du brick fantôme, Dupuis, Marcinelle, 1953
Scénario : Octave Joly - Dessin : Eddy Paape - Couleurs : quadrichromie
- 9. Robert le diable, Dupuis, Marcinelle, 1954
Scénario : Octave Joly - Dessin : Eddy Paape - Couleurs : quadrichromie,Participation : Rois mages tragiques.

##### Marc Dacier
- 1. Aventures autour du monde, Dupuis, Marcinelle, 1960
Scénario : Jean-Michel Charlier - Dessin : Eddy Paape - Couleurs : quadrichromie
- 2. À la poursuite du soleil !, Dupuis, Marcinelle, 1961
Scénario : Jean-Michel Charlier - Dessin : Eddy Paape - Couleurs : quadrichromie
- 3. Au-delà du Pacifique, Dupuis, 1961
Scénario : Jean-Michel Charlier - Dessin : Eddy Paape - Couleurs : quadrichromie
- 4. Les Secrets de la mer de corail, Dupuis, Marcinelle, 1962
Scénario : Jean-Michel Charlier - Dessin : Eddy Paape - Couleurs : quadrichromie
- 5. Le Péril guette sous la mer, Dupuis, 1962
Scénario : Jean-Michel Charlier - Dessin : Eddy Paape - Couleurs : quadrichromie
- 6. Les Sept Cités de Cibola, Dupuis, Marcinelle, 1963
Scénario : Jean-Michel Charlier - Dessin : Eddy Paape - Couleurs : quadrichromie
- 7. La Main noire, Éditions Michel Deligne, Bruxelles, 1975
Scénario : Jean-Michel Charlier - Dessin : Eddy Paape - Couleurs : noir et blanc
- 8. L'Abominable Homme des Andes, Éditions Michel Deligne, Bruxelles, 1975
Scénario : Jean-Michel Charlier - Dessin : Eddy Paape - Couleurs : noir et blanc
- 9. L'Empire du soleil, Éditions Michel Deligne, Bruxelles, 1975
Scénario : Jean-Michel Charlier - Dessin : Eddy Paape - Couleurs : noir et blanc
- 10. Les Négriers du ciel, Éditions Michel Deligne, Bruxelles, 1976
Scénario : Jean-Michel Charlier - Dessin : Eddy Paape - Couleurs : noir et blanc
- 11. Chasse à l'homme, Éditions Michel Deligne, Bruxelles, 1976
Scénario : Jean-Michel Charlier - Dessin : Eddy Paape - Couleurs : noir et blanc
- 12. L'Or du « Vent d'est », Éditions Michel Deligne, Bruxelles, 1976
Scénario : Jean-Michel Charlier - Dessin : Eddy Paape - Couleurs : noir et blanc
- 13. Le Train fantôme, Éditions Michel Deligne, Bruxelles, 1976
Scénario : Jean-Michel Charlier - Dessin : Eddy Paape - Couleurs : noir et blanc

##### Luc Orient
- 1. Les Dragons de feu, Le Lombard, Bruxelles, 1969
Scénario : Greg - Dessin : Eddy Paape - Couleurs : quadrichromie
- 2. Les Soleils de glace, Le Lombard, Bruxelles, 1970
Scénario : Greg - Dessin : Eddy Paape - Couleurs : quadrichromie
- 3. Le Maître de Terango, Le Lombard, Bruxelles, 1971
Scénario : Greg - Dessin : Eddy Paape - Couleurs : quadrichromie -  (ISBN 2-8036-0238-5)
- 4. La Planète de l'angoisse, Le Lombard, Bruxelles, 1972
Scénario : Greg - Dessin : Eddy Paape - Couleurs : quadrichromie
- 5. La Forêt d'acier, Le Lombard, Bruxelles, 1973
Scénario : Greg - Dessin : Eddy Paape
- 6. Le Secret des sept lumières, Le Lombard, 1974
Scénario : Greg - Dessin : Eddy Paape - Couleurs : quadrichromie
- 7. Le Cratère aux sortilèges, Le Lombard, Bruxelles, 1974
Scénario : Greg - Dessin : Eddy Paape - Couleurs : quadrichromie
- 8. La Légion des anges maudits, Le Lombard, Bruxelles, 1975
Scénario : Greg - Dessin : Eddy Paape - Couleurs : quadrichromie
- 9. Vingt-quatre Heures pour la planète Terre, Le Lombard, Bruxelles, 1975
Scénario : Greg - Dessin : Eddy Paape - Couleurs : quadrichromie
- 10. Le Sixième Continent, Le Lombard, Bruxelles, 1976
Scénario : Greg - Dessin : Eddy Paape - Couleurs : quadrichromie
- 11. La Vallée des eaux troubles, Le Lombard, Bruxelles, 1976
Scénario : Greg - Dessin : Eddy Paape - Couleurs : quadrichromie -  (ISBN 2-205-00988-5)
- 12. La Porte de cristal, Le Lombard, Bruxelles, 1977
Scénario : Greg - Dessin : Eddy Paape - Couleurs : quadrichromie -  (ISBN 2-205-01061-1)
- 13. L'Enclume de la foudre, Le Lombard, Bruxelles, 1978
Scénario : Greg - Dessin : Eddy Paape - Couleurs : J-P Rose -  (ISBN 2-205-01266-5)
- 14. Le Rivage de la fureur, Le Lombard, 1981
Scénario : Greg - Dessin : Eddy Paape
- 15. Roubak - Ultime espoir, Le Lombard, Bruxelles, 1984
Scénario : Eddy Paape (et Gérard Jourd'hui) - Dessin : Eddy Paape - Couleurs : Baudouin Deville -  (ISBN 2-8036-0445-0)
- 16. Caragal, Le Lombard, Bruxelles, 1985
Scénario : Greg - Dessin : Eddy Paape - Couleurs : quadrichromie -  (ISBN 2-8036-0487-6)
- 17. Les Spores de nulle part, Le Lombard, Bruxelles, 1990
Scénario : Greg, André-Paul Duchâteau, Gérard Jourd'hui - Dessin : Eddy Paape, Andreas -  (ISBN 2-8036-0796-4)
- 18. Rendez-vous à 20h en enfer…, Le Lombard, Bruxelles, 1994
Scénario : Greg - Dessin : Eddy Paape - Couleurs : quadrichromie -  (ISBN 2-8036-1081-7)
- Int. 1. L'Intégrale Tome 1, Pictoris Studio, Paris, janvier 1998
Scénario : Greg - Dessin : Eddy Paape - Couleurs : quadrichromie -  (ISBN 2-84153-102-3)
- Int. 2. L'Intégrale Tome 2, Pictoris Studio, Paris, décembre 1998
Scénario : Greg - Dessin : Eddy Paape - Couleurs : quadrichromie -  (ISBN 2-84153-106-6)
- Int. 3. L'Intégrale Tome 3, Pictoris Studio, Paris, février 1999
Scénario : Greg - Dessin : Eddy Paape - Couleurs : quadrichromie -  (ISBN 2-84153-117-1) — Contient les tomes 5 et 6.
- Int. 1. Intégrale 1[64], Le Lombard, Bruxelles, janvier 2008
Scénario : Greg - Dessin : Eddy Paape - Couleurs : quadrichromie -  (ISBN 978-2-8036-2374-7)
- Int. 2. Intégrale 2, Le Lombard, Bruxelles, avril 2008
Scénario : Greg - Dessin : Eddy Paape - Couleurs : quadrichromie -  (ISBN 978-2-8036-2391-4) — Couverrture de William Vance.
- Int. 3. Intégrale 3, Le Lombard, Bruxelles, 20 juin 2008
Scénario : Greg - Dessin : Eddy Paape - Couleurs : quadrichromie -  (ISBN 978-2-8036-2412-6) — Couverrture de Coria et William Vance.
- Int. 4. Intégrale 4, Le Lombard, Bruxelles, 5 septembre 2008
Scénario : Greg - Dessin : Eddy Paape - Couleurs : quadrichromie -  (ISBN 978-2-8036-2446-1)
- Int. 5. Intégrale 5, Le Lombard, Bruxelles, novembre 2008
Scénario : Greg - Dessin : Eddy Paape - Couleurs : quadrichromie -  (ISBN 978-2-8036-2461-4)

##### Tommy Banco
- 1. Dix ans d'ombre, Le Lombard, coll. « Vedette », Bruxelles, 1973
Scénario : Jean Roze - Dessin : Eddy Paape - Couleurs : Daniel Desorgher
- 2. Territoire Zéro, Le Lombard, coll. « Jeune Europe », Bruxelles, 1974
Scénario : Greg - Dessin : Eddy Paape
- 3. Tir sans sommation, Bédéscope, coll. « Bédéscope », Bruxelles, 1979
Scénario : Jacques Acar, Jean Roze - Dessin : Eddy Paape - Couleurs : noir et blanc

##### Yorik
- 1. Yorik des Tempêtes, Dargaud, 1975
Scénario : André-Paul Duchâteau - Dessin : Eddy Paape - Couleurs : quadrichromie
- 2. Les Naufrageurs, Jonas, Bruxelles, 1980
Scénario : André-Paul Duchâteau - Dessin : Eddy Paape - Couleurs : noir et blanc
- Int. Yorik des Tempêtes[65], Le Lombard, coll. « Phylactère », Bruxelles, mai 1982
Scénario : André-Paul Duchâteau - Dessin : Eddy Paape - Couleurs : quadrichromie -  (ISBN 2-8036-0027-7)

##### André Lefort
- 1. L'Énigme du diadème d'or, Bédéscope, coll. « Bédéscope », Bruxelles, 1978
Scénario : Jean-Michel Charlier - Dessin : Eddy Paape - Couleurs : noir et blanc

##### La Vie prodigieuse de Winston Churchill
- 1. Le Jeune Lion, Éditions Michel Deligne, Bruxelles, 1978
Scénario : Octave Joly - Dessin : Eddy Paape - Couleurs : noir et blanc
- 2. V comme Victoire, Éditions Michel Deligne, Bruxelles, 1978
Scénario : Octave Joly - Dessin : Eddy Paape - Couleurs : noir et blanc

##### Udolfo
- 1. La Montre aux sept rubis, Jonas, Bruxelles, 1980
Scénario : André-Paul Duchâteau - Dessin : Eddy Paape, Andreas - Couleurs : J. P. Rose

##### Les Jardins de la peur
- 1. Le Caveau Hardwood, Dargaud Benelux, Bruxelles, 1988
Scénario : Jean Dufaux - Dessin : Eddy Paape, Jean-Claude Sohier - Couleurs : Béatrice Monnoyer -  (ISBN 2-87129-047-4)
- 2. Le Retour de Lady Mongo, Dargaud Benelux, Bruxelles, 1989
Scénario : Jean Dufaux - Dessin : Eddy Paape, Jean-Claude Sohier - Couleurs : Béatrice Monnoyer -  (ISBN 2-87129-054-7)
- 3. Les Cauchemars de Nils Fallon, Les Humanoïdes associés, Genève, 1991
Scénario : Jean Dufaux - Dessin : Eddy Paape, Jean-Claude Sohier - Couleurs : Jean-Claude Sohier -  (ISBN 2-7316-0968-0)

##### Carol Détective
- 1. Les Hallucinés, Le Lombard, Bruxelles, 1991
Scénario : André-Paul Duchâteau - Dessin : Eddy Paape - Couleurs : Martine Chardez -  (ISBN 2-8036-0944-4)
- 2. Mission Atlantide, Loup, Andoy, 2001
Scénario : André-Paul Duchâteau - Dessin : Eddy Paape - Couleurs : noir et blanc -  (ISBN 2-930283-18-1)

##### Johnny Congo
- 1. La Rivière écarlate[66], Claude Lefrancq Éditeur, Bruxelles, 1992
Scénario : Greg - Dessin : Eddy Paape - Couleurs : Cécile Schmitz -  (ISBN 2-87153-089-0)
- 2. La Flèche des ténèbres, Claude Lefrancq Éditeur, Bruxelles, 1992
Scénario : Greg - Dessin : Eddy Paape - Couleurs : Cécile Schmitz -  (ISBN 2-87153-112-9)

##### Les Misérables
- 1. Jean Valjean, Droit d'Écrire, Paris, 1995
Scénario : Michel Deligne - Dessin : Eddy Paape - Couleurs : Claire Swartenbroekx -  (ISBN 2-930103-01-9)

##### Les Meilleurs récits de…
- 3. Eddy Paape, Loup, 2002
Scénario : Yves Duval - Dessin : Eddy Paape - Couleurs : noir et blanc
- 9. Eddy Paape[67], Loup, Andoy, 2003
Scénario : Yves Duval - Dessin : Eddy Paape - Couleurs : noir et blanc -  (ISBN 2-930283-59-9)
- 18. Eddy Paape, Éditions Hibou, 2005
Scénario : Yves Duval - Dessin : Eddy Paape -  (ISBN 2-930283-88-2),Préface de Alain De Kuyssche.

##### Le Porte-bonheur
- 1. Le Porte-bonheur 13, Salleck publications, 2002
Scénario : Laurette Beer[Note 1] - Dessin : Eddy Paape

##### Pathos de Sétungac
- 1. Au service du Roy, Jd éditions, 2006
Scénario : Victor Hubinon - Dessin : Eddy Paape - Couleurs : Yann Delaunay
- 2. Derniers services au Roy, Jd éditions, 2007
Scénario : Victor Hubinon - Dessin : Eddy Paape

##### Val
- 1. Capitaine de l'espace, Jd éditions, 2006
Scénario : Yves Duval - Dessin et couleurs : Eddy Paape

### Collectifs
- Flash Back[68], Comic! Events, août 1995
Scénario : collectif - Dessin : collectif dont Eddy Paape - Couleurs : noir et blanc,Ce Flash Back a été réalisé en collaboration avec Bédéciné Illzach et édité à l'occasion du 10e festival BD Coxyde (15 juillet au 6 août 1995) à 1 500 exemplaires numérotés à la main. Rares textes et titres des séries en deux langues : français et flamand. D/1995/6941/06. Format à l'italienne.
- Chirac dans tous ses états, Pictoris Studio, janvier 1997
Scénario et couleurs : collectif - Dessin : collectif dont Eddy Paape - (ISBN 2-8415-3085-X)
- Le Père Noël dans ses petits souliers[69], Pictoris Studio, 15 novembre 1997
Scénario et couleurs : collectif - Dessin : collectif dont Eddy Paape - (ISBN 2-84098-345-1)
- C'est fou le foot sans les règles, Pictoris studio, mai 1998
Scénario : collectif - Dessin : collectif dont Eddy Paape - Couleurs : quadrichromie -  (ISBN 2-84153-100-7)
- Contes de Noël du journal Spirou 1955-1969, Dupuis, coll. « Patrimoine », Marcinelle, 27 novembre 2020
Scénario : collectif - Dessin : collectif dont Eddy Paape - Couleurs : quadrichromie -  (ISBN 979-10-34738-18-2)

### Revues

#### Dans Spirou
La première publication d'Eddy Paape dans le journal Spirou a lieu dans le no 429 du 4 juillet 1946 avec le début de la publication de l'histoire Les Rubens de la série Les Aventures de Jean Valhardi. Jusqu'en 1950, il publie dans Spirou des histoires de cette série, des histoires complètes, des rédactionnels et illustre des nouvelles et des romans. En 1951, il commence à illustrer des histoires de l'Oncle Paul à partir du no 668. L'année suivante, il illustre le rédactionnel Le Coin des petits curieux et la page jeux du journal intitulé Le Coin des dégourdis. Il abandonne la série Jean Valhardi dans le no 840 daté du 20 avril 1954. N'ayant plus d'histoire à suivre à animer, il illustre les rédactionnels, des Oncle Paul, mais aussi quelques histoires courtes jusqu'en 1958 où il commence à dessiner la série Marc Dacier dans le no 1059. En 1959, il reprend aussi les illustrations du rédactionnel Le Fureteur. Dans les années 1960, il arrête progressivement d'animer le journal, son dernier Fureteur est publié en 1963 dans le no 1326, sa dernière page de jeux en 1965 dans le no 1397, son dernier Oncle Paul dans le no 1463 en 1966. Sa dernière publication dans Spirou est la fin de l'histoire Le Train fantôme de la série Marc Dacier dans le no 1543 daté du 9 novembre 1967.

#### DansTintin
Eddy Paape commence sa collaboration avec le journal Tintin en 1965 avec une histoire complète intitulée Elisabeth de Belgique dans le no 52/65 qu'il signe sous le pseudonyme de Forget. À partir du no 15/66 daté du 12 avril 1966, la collaboration entre Eddy Paape et le périodique devient plus courante avec de courtes histoires complètes et quelques illustrations de rédactionnels. L'année suivante, il publie sa première histoire à suivre dans cet hebdomadaire avec la série Luc Orient dans le no 3/67. Parallèlement il continue de dessiner des histoires courtes, puis en 1969, il reprend l'illustration d'une page jeux titrée Voulez-vous jouer avec Toah ?, ainsi que d'autre série en plus de Luc Orient. Tommy Banco de 1970 à 1972, Yorik des tempêtes en 1971 et Udolfo de 1978 à 1980. La dernière publication de Luc Orient a lieu dans le no 457 en 1984. Il s'ensuit une longue interruption d'Eddy Paape dans Tintin, puis Eddy Paape collabore de nouveau avec l'hebdomadaire avec la série Carol détective de 1990 à 1992.

#### Dans divers journaux
Dans l'hebdomadaire Bonnes Soirées, sont publiées de 1945 jusqu'à la fin des années 1950 des illustrations de romans, de rubriques et de nouvelles, ainsi que quelques bandes dessinées dont Histoire vivante. Il dessine à plusieurs reprises des couvertures et illustrations de L'Hebdomadaire des Grands Récits, autre publication de Dupuis et entre 1948 à 1950 des couvertures et cartoons pour Le Moustique. De 1953 à 1960, il signe divers travaux pour le quotidien La Libre Belgique qu'il signe Milpatt. En 1956, il publie dans l'éphémère journal Risque-Tout l'histoire de la série André Lefort intitulée Le Dollar déchiré ainsi que L'Énigme du diadème d'or. Pour « Marabout Junior », il anime le personnage de Nick Jordan le temps de deux histoires. Pour Pistolin, il dessine trois courtes histoires de quatre planches de la série Les Grands Noms de l'Histoire de France ainsi qu'une de deux planches. Pour le journal Pilote, il signe plusieurs courtes histoires historiques limitées à une ou deux planches de 1959 à 1963. Pour le mensuel Record, il publie plusieurs histoires plus ou moins courtes de 1962 à 1963.

#### Histoires à suivre publiées dans les revues
| Série             | Titre                            | Début   | Fin     |
| ----------------- | -------------------------------- | ------- | ------- |
| Jean Valhardi     | Les Rubens                       | no 429  | no 488  |
| Jean Valhardi     | Valhardi et Jacquot détectives   | no 489  | no 574  |
| Jean Valhardi     | Le Roc du diable                 | no 575  | no 600  |
| Jean Valhardi     | À la poursuite de Max Clair      | no 601  | no 612  |
| Jean Valhardi     | Chez les Êtres de la forêt       | no 613  | no 671  |
| Jean Valhardi     | Jean Valhardi contre le monstre  | no 704  | no 745  |
| Jean Valhardi     | Le Rayon de la mort              | no 752  | no 797  |
| Jean Valhardi     | La Machine à conquérir le monde  | no 798  | no 840  |
| Winston Churchill | La Jeunesse de Winston Churchill | no 1051 | no 1086 |
| Marc Dacier       | Marc Dacier                      | no 1059 | no 1081 |
| Marc Dacier       | À la poursuite du soleil !       | no 1085 | no 1116 |
| Winston Churchill | Winston Churchill                | no 1087 | no 1111 |

| Série       | Titre                           | Début   | Fin     |
| ----------- | ------------------------------- | ------- | ------- |
| Marc Dacier | Au-delà du Pacifique            | no 1118 | no 1140 |
| Marc Dacier | Les Secrets de la mer de corail | no 1151 | no 1174 |
| Marc Dacier | Le péril guette sous la mer     | no 1183 | no 1207 |
| Marc Dacier | Les Sept Cités de Cibola        | no 1230 | no 1251 |
| Marc Dacier | La Main noire                   | no 1277 | no 1298 |
| Marc Dacier | L'Abominable Homme des Andes    | no 1299 | no 1320 |
| Marc Dacier | L'Empire du soleil              | no 1323 | no 1344 |
| Marc Dacier | Les Négriers du ciel            | no 1349 | no 1370 |
| Marc Dacier | Chasse à l'homme                | no 1385 | no 1406 |
| Marc Dacier | L'Or du « Vent d'est »          | no 1423 | no 1451 |
| Marc Dacier | Le Train fantôme                | no 1522 | no 1543 |

| Série       | Titre                                     | Début   | Fin     |
| ----------- | ----------------------------------------- | ------- | ------- |
| Luc Orient  | Les Dragons de feu                        | no 952  | no 970  |
| Luc Orient  | Les Soleils de glace                      | no 976  | no 997  |
| Luc Orient  | Le Maître de Terango                      | no 1009 | no 1029 |
| Luc Orient  | La Planète de l'angoisse                  | no 1040 | no 1059 |
| Luc Orient  | La Forêt d'acier                          | no 1082 | no 1102 |
| Luc Orient  | Le Secret des sept lumières               | no 1118 | no 1138 |
| Tommy Banco | Territoire zéro                           | no 1135 | no 1140 |
| Luc Orient  | Le Cratère aux sortilèges                 | no 1183 | no 1196 |
| Luc Orient  | La Légion des anges maudits               | no 1206 | no 1221 |
| Tommy Banco | Dix ans d'ombre                           | no 1239 | no 1247 |
| Luc Orient  | Vingt-quatre heures pour la planète Terre | no 1258 | no H10  |
| Luc Orient  | Le Sixième continent                      | no H53  | no H60  |

| Série           | Titre                       | Début    | Fin      |
| --------------- | --------------------------- | -------- | -------- |
| Luc Orient      | La Vallée des eaux troubles | no H83   | no H98   |
| Luc Orient      | La Porte de cristal         | no N10   | no N25   |
| Luc Orient      | L'Enclume de la foudre      | no N96   | no N107  |
| Udolfo          | La Montre aux sept rubis    | no N161  | no N170  |
| Udolfo          | Le Grimoire de Lucifer      | no N227  | no N231  |
| Luc Orient      | Le Rivage de la fureur      | no N233  | no N246  |
| Luc Orient      | Roubak, ultime espoir       | no N384  | no N397  |
| Luc Orient      | Caragal                     | no N447  | no N457  |
| Carol détective | Mort d'une Magicienne       | no 6/91  | no 7/91  |
| Carol Détective | Double Vie                  | no 8/91  | no 10/91 |
| Carol Détective | La Cité des Ordinateurs     | no 12/91 | no 13/91 |

### Collections publiques
2 œuvres de cet artiste sont conservées au Centre belge de la bande dessinée et font partie du patrimoine mobilier de la région Bruxelles-Capitale.

## Prix et distinctions
- 1971 :  prix Saint-Michel[82] du meilleur dessinateur de science-fiction, pour l'ensemble de son œuvre ;
- 1994 :  Crayon d'or de Bruxelles 1993 décerné par la CANAB (Cercle des amis du neuvième art de Bruxelles)[83] ;
- 1995 :  prix d'Honneur au Festival de bande dessinée de Middelkerke à Middelkerke pour Luc Orient[84] ;
- 2001 :  prix Géant de la BD décerné par la Chambre belge des experts en bande dessinée[83] ;
- 2002 :  Plume d'or des prix Saint-Michel, pour l'ensemble de son œuvre ;
- janvier 2009 : Citoyen d'honneur de Saint-Gilles[85] ;
- 2010 :  prix De Tijd van Toen pour les artistes à l'œuvre riche et disparus du regard contemporain, décerné par le Festival BD de Middelkerke, pour Jean Valhardi, Marc Dacier, Luc Orient[84].